# Cantón de Saint-Hilaire
El cantón de Saint-Hilaire era una división administrativa francesa, que estaba situada en el departamento de Aude y la región de Languedoc-Rosellón.

## Composición
El cantón estaba formado por catorce comunas:
- Belcastel-et-Buc
- Caunette-sur-Lauquet
- Clermont-sur-Lauquet
- Gardie
- Greffeil
- Ladern-sur-Lauquet
- Pomas
- Saint-Hilaire
- Saint-Polycarpe
- Verzeille
- Villardebelle
- Villar-Saint-Anselme
- Villebazy
- Villefloure

## Supresión del cantón de Saint-Hilaire
En aplicación del Decreto n.º 2014-204 de 21 de febrero de 2014, el cantón de Saint-Hilaire fue suprimido el 22 de marzo de 2015 y sus 14 comunas pasaron a formar parte; trece del nuevo cantón de La Región de Limoux (de marzo de 2015 a enero de 2016 llamado Cantón de Limoux), y una del nuevo cantón de Carcasona-2.